# 조혜원 (배우)
조혜원(1994년 5월 11일 ~ )은 대한민국의 배우이다.

## 학력
- 성신여자대학교 미디어영상연기학과 (졸업)

## 출연 작품

### 영화
- 2014년 그러시든가 - 옥상 여학생들 역
- 2016년 풍경 - 정은 역
- 2016년 혼숨 - 편의점알바녀 역

### 드라마
| 연도 | 방송 | 제목            | 역할            | 비고 |
| ---- | ---- | --------------- | --------------- | ---- |
| 2016 | 빈칸 | 뷰티학개론      | 유정연          |      |
| 2018 | KBS2 | 하나뿐인 내편   | 요양사(41~42회) |      |
| 2019 | KBS2 | 퍼퓸            | 조수연          |      |
| 2020 | tvN  | 낮과 밤         | 선글녀          |      |
| 2021 | tvN  | 마인:MINE       | 젊은 정서현     |      |
| 2022 | tvN  | 군검사 도베르만 | 양종숙          |      |